# 급수탑

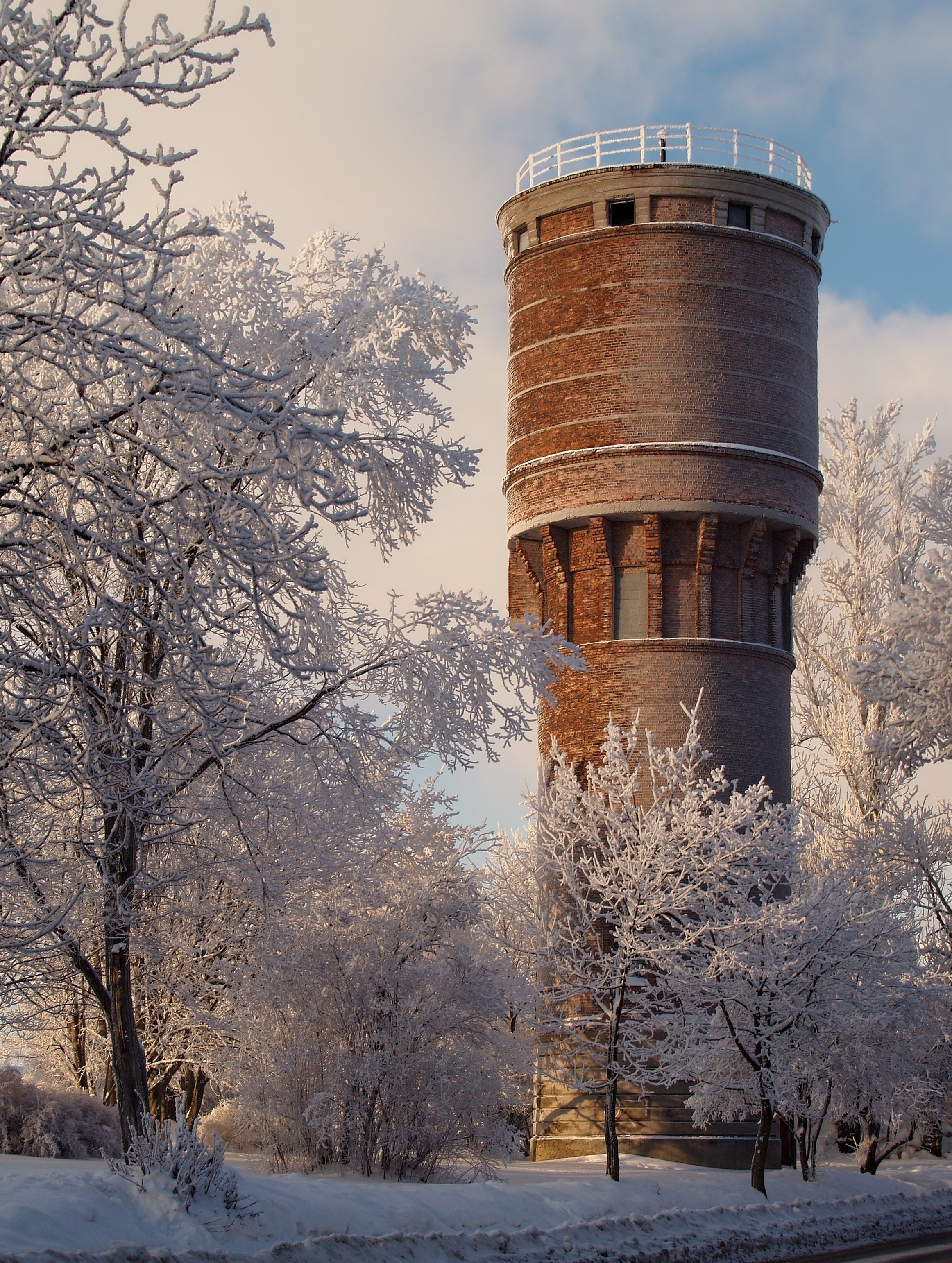
에스토니아 타르투의 벽돌 급수탑.

급수탑(給水塔)은 물을 공급하기 위해 세워진 탑이다.

## 같이 보기
- 하우스 인 더 클라우즈